# Jos Kool
Jos Kool (Leerdam, 1953) is een Nederlandse journalist, publicist en dammer.
Voor zijn reisverhaal Schulden, drank en cyclonen ontving hij in 2003 uit handen van de minister van Ontwikkelingssamenwerking de Dick Scherpenzeel Prijs. Regelmatig publiceerde hij verhalen in het literaire tijdschrift Nynade.
Als journalist publiceerde Jos Kool in kranten en tijdschriften, zoals Het Kontakt, Sociaal-Economisch Management, de Volkskrant, de Haagse Post, OnzeWereld, en schreef hij jaarverslagen voor de Rivas Zorggroep (Beatrixziekenhuis) waarvoor hij tweemaal (in 1995 en 1999) werd genomineerd voor de Paardekooper & Hoffmanprijs, een prijs voor het beste jaarverslag in de gezondheidszorg.
In oktober 2008 was hij als dammer deelnemer aan de eerste World Mind Sports Games in Beijing, de Olympische Spelen voor denksporters, waar hij 46e eindigde in de kwalificaties. Over zijn damervaringen schreef hij artikelen voor Het Damspel, het tijdschrift van de Koninklijke Nederlandse Dambond (KNDB).
Zijn boek De stille revolutie op het platteland schreef hij voor Rabobank Leerdam en omstreken en werd verstrekt bij de jaarrekening van Rabobank Leerdam en omstreken in 2003.